# ПФК Симург
„Симург“ (на азербайджански: „Simurq“ Peşəkar Futbol Klubu) е бивш азербайджански футболен клуб.
Основан е през 2005 година. Състезавал се в Азербайджанската висша лига. Представлявал северозападния регион на Азербайджан – град Загатала.

## История
Създаденият през 2005 година отбор започва участието си в Първа лига. Дебютът е успешен и още в следващия сезон 2006/07 година отборът пробива в елита на азербайджанския футбол.
Отборът е изваден от шампионата през 2015/16 поради финансови проблеми и задължения.

## Европейски клубни турнири
| година | турнир      | кръг | съперник               | страна | домакин | гост | краен резултат |  |
| ------ | ----------- | ---- | ---------------------- | ------ | ------- | ---- | -------------- |  |
| 2009   | Лига Европа | 1Q   | Бней Йехуда (Тел Авив) |        | 0:1     | 0:3  | 0:4            |  |

## Стадион
- Клубът играе на градския стадион в Закатала с вместимост 4000 зрители.

## Български футболисти
- Николай Вълев: 2009/10 - (17 мача - 2 гола)
- Величко Величков: (2009 – 2010)
- Живко Желев: 2010/11 - (2 мача - 0 гола)
- Даниел Генов: 2011/12 (наем) - (25 мача - 1 гол)

## Всички треньори
- Анатолий Писковец (септември 2005 – март 2006)
- Виктор Пышев (март 2006 – май 2006)
- Роман Покора (май 2006 – юни 2010)
- Гьоко Хаджиевски (юни 2010— март 2011)
- Сергей Юран (юли 2011 – 2012)
- Игор Гетман (март 2012— март 2013)
- Георги Чихрадзе (март 2013— юни 2015)